# Neolepidapedon retrusum
Neolepidapedon retrusum är en plattmaskart. Neolepidapedon retrusum ingår i släktet Neolepidapedon och familjen Lepocreadiidae. Inga underarter finns listade i Catalogue of Life.